# Matthias Tretzscher
Matthias Tretzscher (* 23. Märzjul. / 2. April 1626greg. in Lichtenstadt, Böhmen; † 9. Apriljul. / 19. April 1686greg. in Kulmbach) war ein deutsch-böhmischer Orgelbauer.

## Leben
Nach dem frühen Tod seines Vaters Paul Tretscher, der bis 1633 in Lichtenstadt als Verwaltungsbeamter und Organist tätig war, besuchte er in seiner Heimatstadt die Elementarschule. 1641 heiratete seine Mutter den ebenfalls verwitweten Bürgermeister und Orgelbauer Jacob Schedlich aus dem benachbarten St. Joachimsthal. Er erlernte das Orgelspiel und vertiefte seine Fähigkeiten 1643–1644 bei David Schedlich, dem Bruder seines Stiefvaters, in Nürnberg. Sein Stiefvater bildete ihn ab Oktober 1644 zum Orgelbauer aus. 1651 exulierte er wegen seines evangelischen Bekenntnisses und nahm die hauptamtliche Organistenstelle in Marienberg an. Tretzscher erhielt 1653 den Auftrag zum Bau der Orgel der Stadtkirche in Bayreuth. 1654 wurde er Bürger in Kulmbach und Hoforgelbauer des Markgrafen Christian von Brandenburg-Bayreuth, 1674 auch Ratsherr in Kulmbach und 1684 Gotteshausvorsteher.
Tretzscher gilt als führender Orgelbauer des 17. Jahrhunderts in Franken. Er hatte zahlreiche Gesellen (Schumeie, Tobias Dressel, Streit, Purrucker, Donati) und baute an die 62 neue Instrumente.

## Werkliste (Material überkommen)
| Jahr    | Ort                  | Gebäude                             | Bild | Manuale | Register | Bemerkungen |
| ------- | -------------------- | ----------------------------------- | ---- | ------- | -------- | --- |
| 1654    | Meeder               | St. Laurentius                      |      | I       | 7        | 1723 Neubau Daum (Coburg, 12/I/P), 1812 Umbau Hofmann (Neustadt b. Coburg, 19/II/P), 1961 Umbau Ott (Göttingen, 24/II/P). Prospektpfeifen zum Teil von Tretzscher.                              |
| 1660    | Königsberg in Bayern | Marienkirche (Königsberg in Bayern) |      | I/P     | 10       | Prospekt erhalten, 1904 Neubau Johannes Strebel (13/II/P), 2020 Neubau Orgelbau Mühleisen (27/II/P)                                                                                             |
| 1660    | Kupferberg           | Hl. Geist (Spitalkirche)            |      | I       | 6        | Autorenschaft umstritten, Positiv nun im Diözesanmuseum Bamberg |
| 1675/78 | Kaisheim             | Mariä Himmelfahrt (Kaisheim)        |      | III/P   | 29       | 1792 Neubau Höß (Ochsenhausen, 35/III/P), 1888 Umbau Steinmeyer (Öttingen), 1982 Restaurierung Steinmeyer (25/II/P). Original: 16 Register (darunter die mehrchörige Mixtur), Gehäuse, Prospekt |